# ザールブリュッケン・カイザースラウテルン・ドイツ放送フィルハーモニー管弦楽団
ザールブリュッケン・カイザースラウテルン・ドイツ放送フィルハーモニー管弦楽団（Deutsche Radio Philharmonie Saarbrücken Kaiserslautern）は、
ドイツ連邦共和国ザールラント州の州都ザールブリュッケン市とラインラント＝プファルツ州カイザースラウテルン市を本拠地とするオーケストラである。ザールラント放送協会と南西ドイツ放送協会 (SWR) が共同で運営する。初代首席指揮者はクリストフ・ポッペン。

## 沿革
2007年9月に「ザールブリュッケン放送交響楽団」（Rundfunk-Sinfonieorchester Saarbrücken）と「カイザースラウテルンSWR放送管弦楽団」(SWR Rundfunkorchester Kaiserslautern）という2つのオーケストラが合併して設立された。
前身の一つのザールブリュッケン放送交響楽団の創立は1937年である。レコーディングとして、首席客演指揮者のスタニスワフ・スクロヴァチェフスキとのベートーヴェン・ブルックナー交響曲全集などがある。
もう一つの前身のカイザースラウテルンSWR放送管弦楽団は、南西ドイツ放送協会に所属していた3つのオーケストラの1つ（他にシュトゥットガルト放送交響楽団とバーデン＝バーデン・フライブルクSWR交響楽団）。1951年に設立され、放送局のオーケストラとしてバロック音楽から現代音楽、映画音楽など幅広いレパートリをカバーしていた。

## 歴代指揮者

### ザールブリュッケン放送交響楽団
- 1946–1971年 Rudolf Michl
- 1972–1984年　ハンス・ツェンダー(Hans Zender)
- 1984–1990年 チョン・ミョンフン(Myung-Whun Chung)
- 1990–1995年 マルチェッロ・ヴィオッティ(Marcello Viotti)
- 1996–2000年 マイケル・スターン(Michael Stern)
- 2001–2006年 ギュンター・ヘルビヒ(Günther Herbig)
- 2006–2007年 クリストフ・ポッペン(Christoph Poppen)

### カイザースラウテルンSWR放送管弦楽団
- 1951–1987年 Emmerich Smola
- 1987–1995年 Klaus Arp
- 1995–2001年 Peter Falk
- 2002–2007年 グジェゴシュ・ノヴァーク(Grzegorz Nowak)

### ザールブリュッケン・カイザースラウテルン放送管弦楽団
- 2007–2011年 クリストフ・ポッペン
- 2011–2017年 カレル・マーク・チチョン(Karel Mark Chichon)
- 2011-2025年 ピエタリ・インキネン(Pietari Inkinen)
- 2025年～ ジョセップ・ポンス（英語版）(Josep Pons)